# Luis Ortolani
Luis Ortolani Saavedra  (Rosario, Santa Fe; 1939 - Rosario, 2015) fue un periodista radial y militante histórico del PRT-ERP.  Fue llamado Luis “Nono” Ortolani. Participó de la toma del penal de Rawson en agosto de 1972. Luis Ortolani fue el autor del célebre documento interno Moral y proletarización que fue escrito con el seudónimo de Julio Parra durante su encarcelamiento en Rawson.

## Biografía

### Casamiento con Liliana Marta Delfino
Luis Ortolani se casó el 22 de agosto de 1963 con Liliana Marta Delfino, militante también del PRT-ERP que sería posteriormente la compañera de Mario Roberto Santucho. Delfino, que estaba embarazada cuando se produce la muerte de Santucho en julio de 1976, fue vista en el centro clandestino de detención llamado "El Campito", ubicado dentro de la guarnición militar de Campo de Mayo, y se presume que habría dado a luz allí o bien en el campo de concentración llamado «El Vesubio».

### Militancia en el PRT-ERP
Fue uno de los miembros fundadores del Partido Revolucionario de los Trabajadores en 1965. En 1968 cuando el PRT sufre su primera división durante el Cuarto Congreso de marzo de 1968 Ortolani queda en el PRT-El Combatiente que proponía llevar a cabo la lucha armada y que dirigía Mario Roberto Santucho, a diferencia del PRT La Verdad que dirigía Nahuel Moreno. Ortolani formó parte de un equipo de prensa del partido. En 1972 Luis Ortolani es detenido y encarcelado.  

#### La masacre de Trelew
Ortolani cayó preso en 1972 en la ciudad de Córdoba, después de una reunión de la Escuela de Cuadros del PRT-ERP, en Salsipuedes. Estuvo en la cárcel de Rawson cuando se produjo la histórica fuga de agosto de 1972, en la cual se produce la conocida masacre de Trelew. Ortolani decía que el preso político "cae y lo primero que piensa es cómo fugarse. Cuando declaré el 2 de agosto en el juicio oral, hice esta comparación: en los ejércitos convencionales, en una guerra entre países, los soldados son civiles llamados a filas, no tienen obligación de fugarse, pero los oficiales sí, porque ellos han elegido la carrera militar. Como nosotros todos habíamos elegido ser combatientes y militantes teníamos obligación, nuestro pensamiento estaba en la lucha junto al pueblo, junto a nuestros compañeros, organizando a la gente", decía a propósito de cómo se había empezado a gestar la fuga del penal de Rawson.[cita requerida]
Con respecto al intento de fuga del penal en 1972, Ortolani declaró lo siguiente en una entrevista: “La fuga se planeó con tres escalones: el primero eran los dirigentes principales, Mario Roberto Santucho, Enrique Gorriarán Merlo y Domingo Menna, del PRT-ERP; Carlos Osatinsky y Roberto Quieto, de las FAR, y Fernando Vaca Narvaja, de Montoneros. Ellos se fueron en un auto, son los que alcanzaron a tomar el avión, lograron llegar a Chile y después se exiliaron en Cuba. El segundo escalón era de 19, que completaba el número de 25. Durante la toma, ese grupo iba asegurando las distintas posiciones, la enfermería, por ejemplo. Los otros iban abriendo las puertas. El resto, hasta completar 116, participaba en la fuga desde distintos pabellones. A Agustín Tosco, que estaba en el penal, se le ofreció participar. El dijo que era un dirigente sindical y que iba a esperar que lo sacaran las masas con su lucha, pero que estaba de acuerdo y que lo que pudiera hacer por los compañeros estaba a disposición. Los milicos pensaban que ese lugar era inexpugnable, porque realmente era imposible venir desde afuera a tomarlo. Por eso, se invirtieron los términos: tomar el penal desde adentro e irse en un avión de línea. En el avión había 120 asientos, pero en Comodoro Rivadavia subían cuatro compañeros, por eso la fuga era para 116. Tenían que venir dos camiones o un camión y una camioneta. El problema es que en la guardia de prevención, que es el lugar más exterior de la cárcel, que está bastante adelante del muro, hay un guardia que se resiste, se produce un tiroteo y muere un guardia. El que venía en el primer camión escuchó los tiros e interpretó o creyó haber visto una señal con unas mantas y entendió que la operación había fracasado, pero no es correcto porque no había ninguna consigna para decir que la acción había fracasado. Si había problemas con los camiones, el preso número 26, que era el primero que se quedaba adentro, que vengo a ser yo, tenía la tarea de llamar a los remises para que se fueran los 19. Desde una de las oficinas que habíamos tomado, pregunté a los guardias, que estaban esposados, el número de los remises. Les dije que vinieran a buscar visitas. Teníamos 26 rehenes. Quedaron, además, de rehenes involuntarios, un matrimonio con una hijita que eran visita de un preso común”.
Luis Ortolani contó cómo se enteraron los presos que estaban resistiendo adentro de los asesinatos de los 16 compañeros fusilados: «Todas las cosas que sacaron de nuestras celdas, por lo menos en el caso del pabellón 5, quedaron en el medio del pabellón. En una salida al baño, un compañero logró robarse una radio pequeña y pudimos escuchar las noticias. De esa manera, la mañana del 22 de agosto nos enteramos de la masacre. Comenzamos a los insultos por la ventana y a avisar a los otros pabellones y se generalizó. La radio informó que hubo un intento de fuga, era la versión oficial, que la fuga había sido reprimida y que había muertos y heridos. Nosotros estábamos seguros de que había sido un fusilamiento, nunca se hace nada improvisado y menos en las condiciones en las que estaban ellos, los habían humillado, los habían hecho barrer desnudos, los golpearon. El 22 de agosto, sobre llovido mojado, aparte del dolor de saber que habían matado a nuestros compañeros, se nos vino una requisa con todo. Hubo golpes, costillas rotas, narices rotas, y todo lo que había quedado en el medio del pabellón lo tiraron en la cancha de fútbol y le prendieron fuego, guitarras, libros. Así quedamos durante 30 días. Después empezamos a salir de a poco, pero nunca fue el régimen de antes».
En la cárcel Ortolani fue conocido como “el preso 26”. Luego del fracaso del intento de fuga Ortolani negoció la entrega del penal tomado con los jefes militares porque “luchábamos por la vida y no por la muerte y el objetivo era evitar esa recuperación a sangre y fuego, donde no sólo íbamos a ser masacrados nosotros, sino también los rehenes entre los que había, por ejemplo, un matrimonio joven con una nenita”, según relató a la agencia de noticias Télam.

#### Liberación y nueva detención en 1975
Luis Ortolani fue liberado  el 25 de mayo de 1973, en el hecho conocido como  Devotazo. Se reintegró a la militancia activa en el partido hasta que es encarcelado por segunda vez en 1975. Estuvo ocho años preso en gran parte en la cárcel de Coronda.

### Labor periodística
Luis Ortolani  durante 20 años, condujo el programa radial rosarino "Hipótesis" junto al periodista Eduardo Aliverti y otros periodistas.

### Declaración en la causa de los fusilados de Trelew
En agosto de 2012, coincidente con el 40.º aniversario de esos acontecimientos, Ortolani viajó a Rawson a declarar en la causa de lesa humanidad por los fusilamientos de 19 de los líderes guerrilleros (3 sobrevivieron y 16 murieron) que habían logrado fugar del pabellón 5. Viajó acompañado de su pareja, Élida, porque “soy veterano y con varias enfermedades crónicas”, como solía describirse a sí mismo.

## Películas
Luis Ortolani aparece en la película “Gaviotas Blindadas, la historia del PRT -ERP” del Grupo de cine Mascaró.

## Fallecimiento
Luis Ortolani falleció el 30 de agosto de 2015 como consecuencia de las  heridas sufridas en un accidente vial. Una moto policial lo atropelló, en la ciudad de Rosario el 10 de agosto del 2015. Ese día Ortolani caminaba por la calle Roca, entre Viamonte y Ocampo cuando una moto oficial de la policía, conducida por una agente femenina lo atropelló a alta velocidad y le produjo una tremenda herida en el abdomen con el manillar del vehículo, además de quebraduras expuestas en pierna y cadera. A partir de allí quedó internado en un coma inducido en el Pami I donde falleció.